# Dicranomyia melanderi
Dicranomyia melanderi là một loài ruồi trong họ Limoniidae. Chúng phân bố ở miền Tân bắc.